# Mannersdorf an der March
Mannersdorf an der March ist eine Ortschaft und eine Katastralgemeinde der Gemeinde Angern an der March im Bezirk Gänserndorf in Niederösterreich. Die Katastralgemeinde trägt den Namen Mannersdorf.

## Geschichte
Laut Adressbuch von Österreich waren im Jahr 1938 in der Ortsgemeinde Mannersdorf ein Bäcker, ein Baumeister, ein Binder, ein Brunnenbauer, ein Dachdecker, ein Friseur, zwei Gastwirte, drei Gemischtwarenhändler, ein Müller, ein Schmied, zwei Schneider, zwei Schuster, ein Spengler, ein Trafikant, ein Tischler, ein Viktualienhändler und mehrere Landwirte ansässig.

## Siedlungsentwicklung
Zum Jahreswechsel 1979/1980 befanden sich in der Katastralgemeinde 366 Bauflächen auf insgesamt 108057 m² und 163 Gärten auf 117939 m², 1989/1990 waren es bereits 400 Bauflächen. 1999/2000 war die Zahl der Bauflächen auf 537 angewachsen. 2009/2010 waren es 427 Gebäude auf 829 Bauflächen.

## Öffentliche Einrichtungen
In Mannersdorf befindet sich ein Kindergarten.

## Landwirtschaft
Die Katastralgemeinde ist landwirtschaftlich geprägt. 467 Hektar wurden zum Jahreswechsel 1979/1980 landwirtschaftlich genutzt, auf 59 Hektar wurde Weinbau betrieben und 30 Hektar waren forstwirtschaftlich geführte Waldflächen. 1999/2000 wurde auf 463 Hektar Landwirtschaft betrieben, auf 62 Hektar war Weinstöcken ausgesteckt und 27 Hektar waren als forstwirtschaftlich genutzte Flächen ausgewiesen. Ende 2018 waren 426 Hektar als landwirtschaftliche Flächen genutzt, Wein war auf 46 Hektar ausgebaut und Forstwirtschaft wurde auf 42 Hektar betrieben. Die durchschnittliche Bodenklimazahl von Mannersdorf beträgt 60,1 (Stand 2010).

## Kultur und Sehenswürdigkeiten
Am Rochusberg, etwas außerhalb der Ortschaft befindet sich die frühbarocke Rochuskapelle, die wegen ihrer ungewöhnlichen runden Form auch Wutzelburg heißt. An diesem Berg befindet sich auch die Kellergasse des Ortes.

## Ethnographie
Der Ort ist Teil der kroatischen Sprachinsel im Marchfeld.

## Persönlichkeiten
- Hans Schukowitz (1863–1922), auch Hans von der March, Schriftsteller
- Roland Minkowitsch (1920–1986), Politiker, Staatssekretär und Zweiter Präsident des Nationalrates